# Ветеринарски факултет Универзитета у Љубљани
Ветеринарски факултет Универзитета у Љубљани (словен. Veterinarska fakulteta или само VF) је факултет члан Универзитета у Љубљани.
Факултет је установљен 1953. као одељење тадашњег Факултета за агрономију, економију и ветеририну, касније Биотехнички факултет. Осамосталио се 1990.
Садашњи декан је проф. др Марјан Косец.

## Организација
Институти
- Институт за анатомију, хистологију и ембриологију
- Институт за физиологију, фармакологију и токсикологију
- Институт за хигијену и патологију исхране животиња
- Институт за хигијену околине и живатоња са етологијом
- Институт за хигијену хране и броматологију
- Институт за микробиологију и паразитологију
- Институт за патологију, судску и административну ветерину
- Институт за узгој и здравствену заштиту копитара
- Институт за здравствену заштиту и узгој дивљих животиња
- Институт за здравствену заштиту живине
- Институт за здравствену заштиту прасића